# 普照 (1926年)
普照（1926年8月—），又名娄有金，男，彝族，云南石屏人，中华人民共和国政治人物。第一、六、七届全国人大代表。

## 生平
1945年参加工作。1947年2月加入中国共产党。1950年至1953年任中共元阳县委书记、县长。1954年至1957年任中共红河哈尼族自治区委员会副书记、自治区副主席。1957年至1976年任红河哈尼族彝族自治州副州长。1976年至1983年任红河州革委会副主任、州委副书记，1983年至1988年任红河州人大常委会主任。